# Малінувка (Лодзинське воєводство)
Малінувка (пол. Malinówka) — село в Польщі, у гміні Скомлін Велюнського повіту Лодзинського воєводства.
У 1975-1998 роках село належало до Серадзького воєводства.